# 曾佩
曾佩（1504年—？），字德夫，號元山，江西撫州府臨川縣大岗镇西田村人，明朝政治人物。

## 生平
嘉靖十年（1531年）江西鄉試第六十二名舉人。嘉靖二十年（1541年）辛丑科進士第三甲第四十名。授行人司行人，二十四年正月擢南京廣東道御史，復除北山东道道御史，二十八年巡视居庸关，疏論九边粮饷、马市边政。三十年巡按福建，三十四年南京刷卷，以建储之事抗疏，惹怒世宗，廷杖后戍廣東雷州。

## 家族
曾祖曾崇獻，七品散官；祖父曾時諒；父曾昂，縣丞。母熊氏。严侍下。弟仕、修、伸。
有子曾如海、侄曾如春。